# IEEE 829
IEEE 829, também conhecido como o Padrão 829 para Documentação de Teste de Software, é um padrão IEEE que especifica a forma de uso de um conjunto de documentos em oito estágios definidos de teste de software, cada estágio potencialmente produzindo seu próprio tipo de documento. O padrão especifica o formato desses documentos mas não estipula se todos eles devem ser produzidos, nem inclui qualquer critério de conteúdo para esses documentos.
A primeira versão do padrão foi publicada em 1983, tendo sido revisada em 1998 e 2008. Por este motivo são referidas como IEEE 829-1983, IEEE 829-1998 e IEEE 829-2008, respectivamente.